# Бакнанг
Бакнанг (њем. Backnang) град је у њемачкој савезној држави Баден-Виртемберг. Једно је од 31 општинског средишта округа Ремс-Мур. Према процјени из 2010. у граду је живјело 35.496 становника. Посједује регионалну шифру (AGS) 8119008.

## Географски и демографски подаци
Бакнанг се налази у савезној држави Баден-Виртемберг у округу Ремс-Мур. Град се налази на надморској висини од 271 метра. Површина општине износи 39,4 km². У самом граду је, према процјени из 2010. године, живјело 35.496 становника. Просјечна густина становништва износи 901 становника/km².

## Међународна сарадња
| Мјесто    | Држава               | Врста сарадње | Од    |
| --------- | -------------------- | ------------- | ----- |
| Челмсфорд | Уједињено Краљевство | партнерство   | 1990. |
| Оулу      | Финска               | пријатељство  | 1996. |
| Аноне     | Француска            | партнерство   | 1967. |
| Бачалмаш  | Мађарска             | партнерство   | 1988. |
| Извор     |                      |               |       |